# Anopheles barianensis
Anopheles barianensis este o specie de țânțari din genul Anopheles, descrisă de James în anul 1911. Conform Catalogue of Life specia Anopheles barianensis nu are subspecii cunoscute.